# Guardia de Asalto
La Guardia de Asalto, denominada de forma oficial como Cuerpo de Seguridad y Asalto, fue un cuerpo policial español creado durante la Segunda República con el objetivo de disponer de una fuerza policial para el mantenimiento del orden público y que fuera de probada fidelidad a la República. 
Tuvo una destacada e intensa actividad durante toda su historia, especialmente durante algunos hechos de la guerra civil española. Durante el golpe de Estado de julio de 1936, la fidelidad y actuación de los Guardias de Asalto fue fundamental en muchos sitios para que fracasase el golpe y, por ello, gozó de prestigio entre la población de la zona republicana. No obstante, el Cuerpo de Asalto fue fusionado, por decreto, el 27 de diciembre de 1936 con la Guardia Nacional Republicana para formar el nuevo Cuerpo de Seguridad Interior, aunque este siguió manteniendo unas unidades de Asalto y Vanguardia que actuaron en operaciones militares.
Su eficacia como cuerpo policial ha sido muy discutida. Se ha destacado el desprestigio que sufrió por su actuación en los sucesos de Casas Viejas y en otras situaciones de crisis, y que mantuvo las prácticas policiales de los otros cuerpos en cuanto al maltrato a los detenidos, a pesar de que había sido creado, entre otras razones, para acabar con ellas. Los historiadores Oliver Olmo y Gargallo Vaamonde han afirmado lo siguiente:

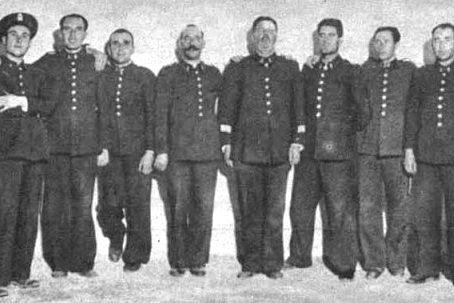
Grupo de guardias de asalto posando en Albacete.

Los guardias de asalto no fueron eficaces en la labor de prevención de disturbios y en el mantenimiento del orden público, entre otras cosas, por la falta de preparación de sus responsables y por adolecer de la misma mentalidad contrainsurgente que los agentes de la Policía de Seguridad. [...] Sin duda alguna, semejante mentalidad presuponía el uso de métodos expeditivos a la hora de forzar la obtención de información de activistas, colaboradores o simples sospechosos de promover la protesta social, la agitación callejera y la violencia política.
—Oliver Olmo y Gargallo Vaamonde, 2020, pp. 80-81

## Historia

### Orígenes
La Policía española fue creada en 1824 mediante una real cédula del rey Fernando VII, pero no llegó a realizar funciones propiamente policiales.Tras muchos avatares y diversas reorganizaciones, se fundó en 1844 el Cuerpo de Protección y Seguridad, un cuerpo de policía que no llegó a materializar las funciones policiales y de seguridad necesarias de la época, lo que llevó al Gobierno del momento a la creación de la Guardia Civil para atajar los problemas de seguridad de la España de ese tiempo. Fue en 1887 cuando se determinó que la Policía comprendía dos servicios: el de Vigilancia y el de Seguridad, dependientes ambos del Ministerio de la Gobernación.
Según un Real Decreto de 25 de noviembre de 1930, se aprueba un nuevo reglamento de la Policía. Mediante este decreto, la Policía gubernativa se ponía bajo el mando directo y único del director general de Seguridad —dependiente del ministro de Gobernación—. La Policía se compondría de dos cuerpos: el Cuerpo de Vigilancia y el Cuerpo de Seguridad, atribuyendo a ambos carácter civil. Sin embargo, el Cuerpo de Seguridad se regía por normas militares, estando sus componentes sujetos al Código de Justicia Militar. Sus funciones comprendían el mantenimiento del orden público, la seguridad personal, el respeto a las propiedades y la observancia de las leyes. Dentro de este Cuerpo, se crea la denominada Sección de Gimnasia, encargados del mantenimiento del orden público.

### Durante la Segunda República
Con la llegada de la Segunda República en abril de 1931, aumenta la inestabilidad social[cita requerida]. A ello se une el hecho de que la policía no goza ni del apoyo ni de la confianza de los nuevos gobernantes republicanos[cita requerida]. Miguel Maura Gamazo, político republicano conservador que fue nombrado ministro de la Gobernación del Gobierno Provisional de República, acometió la tarea de adaptar el antiguo Cuerpo de Seguridad a las nuevas necesidades: «crear rápidamente otra fuerza, para hacer frente a las alteraciones del orden en las ciudades, más ágil y con más moderno armamento, dejando a la Guardia Civil la custodia del campo, su auténtica misión».
Recién proclamada la República, el 17 de mayo de 1931 se reorganizó el Cuerpo de Seguridad y se le adscribieron las llamadas «Compañías de Vanguardia» —posteriormente denominadas «Sección de Guardias de Asalto»—, utilizando como base la ya existente Sección de Gimnasia del Cuerpo de Seguridad. Integrada en el Cuerpo de Seguridad, la Sección de Guardias de Asalto constituyó una fuerza de choque destinada a actuar en las aglomeraciones —con motivo de festejos, desfiles, manifestaciones, etc.— y en los intentos de alteración del orden público. Se trata de los antecesores de los actuales antidisturbios. Entre otros cambios, respecto a la Guardia Civil, sus miembros fueron mejor dotados y equipados para la conservación del orden público.
Finalmente, el 9 de febrero de 1932, una parte del Cuerpo de Seguridad se transformó en Guardias de Asalto, pasando el cuerpo a denominarse «Cuerpo de Seguridad y Asalto». Fue nombrado el teniente coronel Agustín Muñoz Grandes primer jefe y fundador del Cuerpo por el entonces director general de seguridad, José Valdivia. Para su nombramiento influyó la gran fama adquirida al organizar y dirigir las tropas regulares de Marruecos durante la guerra del Rif. Así, Muñoz Grandes se convirtió en el máximo responsable del orden público en las grandes ciudades, permaneciendo al frente de la nueva Policía republicana hasta 1935.
En enero de 1933, este cuerpo intervino junto a la Guardia Civil en la represión de los sucesos de Casas Viejas, en los que murieron más de veinte vecinos de la localidad. La brutalidad empleada por las fuerzas represivas conmocionó a la opinión pública española. No sería la única actuación durante ese año, si bien durante la conocida como Revolución de diciembre de 1933 actuaron nuevamente en el mantenimiento del orden y la lucha contra los distintos levantamientos y atentados anarquistas. La otra intervención destacada tendría lugar durante la Revolución de 1934, donde los Guardias de Asalto volvieron a jugar un importante papel en la represión de los disturbios en Barcelona o el fracaso de la huelga en Madrid y otras ciudades importantes.

### Guerra civil española

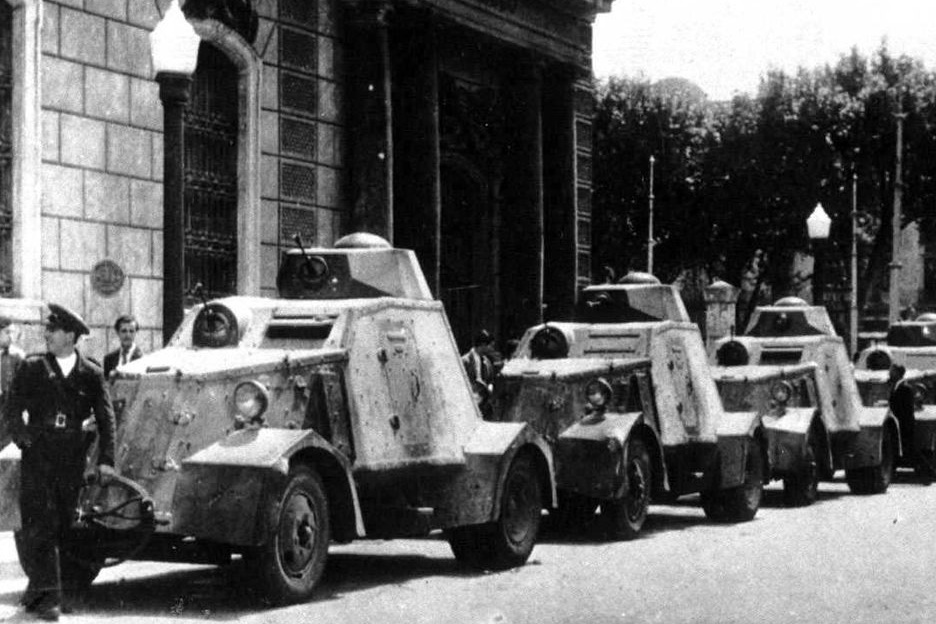
Vehículos blindados de la Guardia de Asalto a comienzos de la Guerra civil española (1936).

Con el estallido de la Guerra Civil, el Cuerpo se alineó fundamentalmente con el Gobierno de la República, siendo uno de los cuerpos armados donde menos apoyos tuvo la sublevación militar del 18 de julio: un 70% se mantuvo leal al Gobierno. Sin embargo, los acuartelamientos de San Sebastián, Zaragoza y Valladolid se sumaron a la sublevación —los de Oviedo, Sevilla y La Coruña al principio permanecieron fieles a la República—. De todos los cuerpos policiales que habían quedado en la zona gubernamental, el de Asalto era el mejor visto por la mayor parte de la población. Esto hizo que gran número de militares decidieran ingresar en este cuerpo, para evitar los recelos y suspicacias que la filiación militar creaba entre las milicias obreras. Este hecho llegó hasta el punto de que el presidente de Gobierno, Largo Caballero, tuvo que prohibir a los oficiales del Ejército integrarse a la Guardia de Asalto sin autorización expresa del Ministerio de la Guerra. Los guardias de Asalto se distinguieron como una infantería fiable y de choque a la que la República siempre confiaba sus operaciones más delicadas, como las batallas de Madrid y Guadalajara, la supresión de los sucesos de Barcelona de mayo de 1937, y la toma de Belchite. Ya avanzada la guerra, el Cuerpo de Asalto se convirtió en la élite del nuevo Ejército Popular. El escritor George Orwell lo reflejaba en una de sus obras más destacadas:

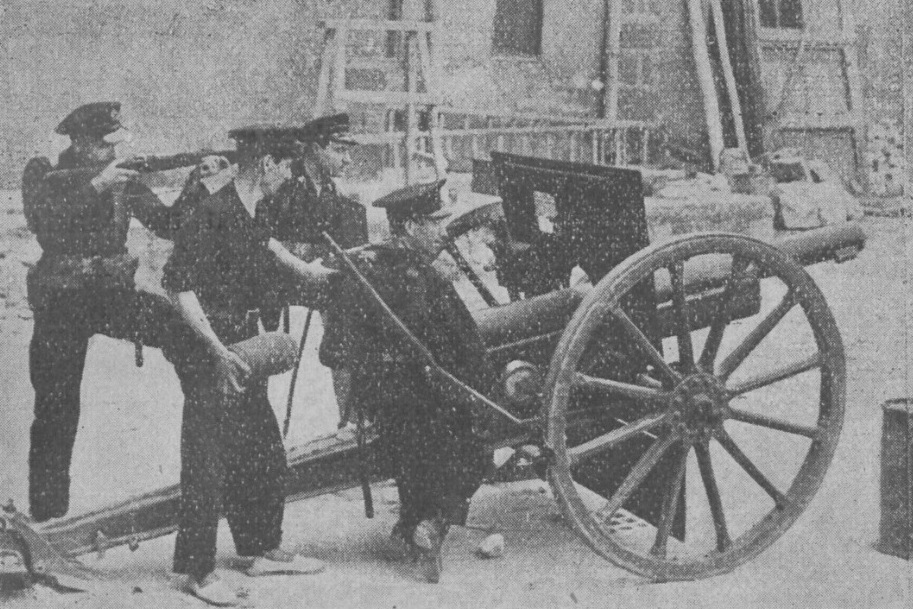
Guardias de asalto manejando una pieza de artillería soviética, a comienzos de la Guerra civil española (1936).

Eran unas tropas magníficas, con mucha diferencia las mejores que yo había visto en España [...]. Yo estaba acostumbrado a las andrajosas y mal armadas milicias del frente de Aragón, y no sabía que la República poseyera tropas como aquellas. No sólo eran hombres de unas condiciones físicas excepcionales, sino que lo que más me asombraba eran sus armas...
—Orwell, 1938, p. 146

### Desaparición
A pesar de su importante papel, la vida del cuerpo estaba llegando a su fin. Con la reorganización de las instituciones de la Segunda República a finales de 1936, llegaron algunos cambios: la Guardia Civil ya había sido transformada por el Gobierno republicano en Guardia Nacional Republicana. A su vez, ésta fue fusionada por decreto el 27 de diciembre de 1936 con el Cuerpo de Seguridad y Asalto para formar el Cuerpo de Seguridad Interior, pero no llegó a ser efectivo. Sin embargo, el nuevo Cuerpo siguió manteniendo unas unidades de Asalto o Vanguardia —fundamentalmente los miembros del ya extinto Cuerpo de Seguridad y Asalto—, que sirvieron en el frente o con misiones pseudomilitares en la retaguardia. Con el final de la guerra, el Cuerpo de Seguridad Interior sería disuelto por los vencedores. La Ley de 15 de marzo de 1940 promulgada por Francisco Franco haría desaparecer también el Cuerpo de Carabineros integrándolo en la Guardia Civil. Los pocos miembros de la Guardia de Asalto que superaron los expedientes de depuración se integraron en la recién creada Policía Armada (cuyos miembros empezaron a ser popularmente conocidos como «los grises», por el color de sus uniformes).

## Estructura

### Organización inicial
El Cuerpo de Seguridad y Asalto estaba organizado militarmente y distribuido en pelotones —de veinticinco guardias— que, agrupados en compañías, se desplegaban por las principales ciudades españolas. Su función principal era el mantenimiento del orden público y actuaba normalmente en caso de disturbios. A diferencia de los otros cuerpos policiales de la época, no tenía como función principal la persecución de la delincuencia. Con su creación, el mantenimiento del orden público, hasta entonces en manos de la Guardia Civil, quedó exclusivamente a su cargo en las zonas en las que estaba desplegado. Estaban bajo el mando directo del ministro de la Gobernación.
El Cuerpo de Asalto se dividía en grupos de diferentes tamaños, al modo del Ejército, pero quedándose en la jerarquía de Compañía:
- Escuadra: 7 agentes al mando de un cabo.
- Pelotón: 3 escuadras más un suboficial; además, contaban con ametralladora (Hotchkiss M1914), camión descubierto de 25 plazas y granadas de humo.
- Sección: 3 pelotones.
- Compañía: 3 secciones a cargo de un oficial.
- Grupo: 3 compañías de fusiles y una «compañía de especialidades». Esta compañía la integraban una plana mayor y tres secciones: una de morteros, otra de ametralladoras y la sección motorizada, que contaba con coches ligeros, motocicletas, camionetas y autocares, ambulancias y blindados Bilbao dotados de ametralladoras.

### Evolución
El 24 de abril de 1932 se autorizaba el aumento de la dotación del Cuerpo de Seguridad y Asalto a 1 coronel, 2 tenientes coroneles, 12 comandantes, 57 capitanes, 177 tenientes, 302 suboficiales y sargentos, y 3896 cabos y guardias. El 8 de septiembre del mismo año, se autorizaba un aumento de 2500 guardias más que se unían a los ya existentes. Ya en 1936, el Cuerpo contaba con 17 660 integrantes: 450 jefes y oficiales, 543 suboficiales y 16 667 guardias, de los que unos 8000 pertenecían a la sección de Seguridad y el resto a la de Asalto. Para esas fechas, el cuerpo tenía 50 compañías distribuidas en 16 grupos: Madrid (1º, 2º y 3º), Bilbao (4º), Sevilla (5º), Valencia (6º), Zaragoza (7º), La Coruña (8º), Málaga (9º), Oviedo (10º), Badajoz (11º), Valladolid (12º), Murcia (13º) y Barcelona (14º, 15º y 16º).

## Puntos oscuros en su historial

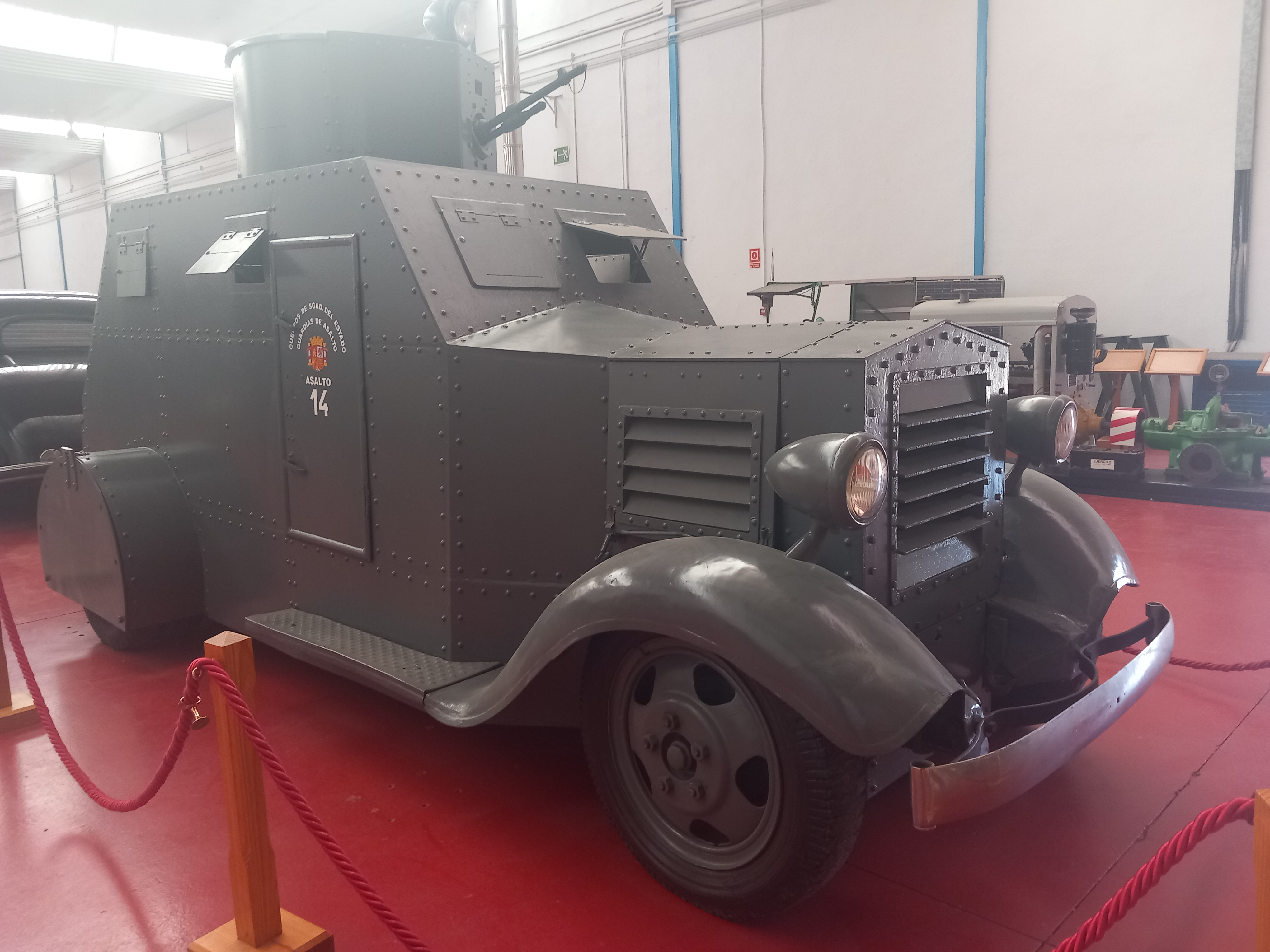
Vehículo blindado de la Guardia de Asalto conservado en Bilbao.

Algunos puntos negros de la historia del cuerpo fueron la citada intervención en la represión de la revuelta anarquista de Casas Viejas en 1933, los enfrentamientos en mayo de 1937 en las calles de Barcelona, la dureza empleada en reprimir algunas huelgas o protestas sociales y la participación de varios de sus miembros en el asesinato del líder del Bloque Nacional y diputado José Calvo Sotelo, el 13 de julio de 1936.

## Empleos y divisas

### Segunda República
Oficiales
| España | Coronel | Teniente coronel | Comandante | Capitán | Teniente | Alférez |
| España | Coronel | Teniente coronel | Comandante | Capitán | Teniente | Alférez |

Suboficiales y tropa
| España      |             |         |                  |          |      |                 |         |
| Subteniente | Subayudante | Brigada | Sargento Primero | Sargento | Cabo | Guardia Primero | Guardia |

### Guerra Civil
Oficiales
| España | Coronel | Teniente coronel | Comandante | Capitán | Teniente | Alférez |
| España | Coronel | Teniente coronel | Comandante | Capitán | Teniente | Alférez |

Suboficiales y Tropa
| España  |          |      |         |
| Brigada | Sargento | Cabo | Guardia |